# Vlag van Ulsan

Vlag van Ulsan

De vlag van Ulsan bestaat uit een witte achtergrond waarop het provincielogo is afgebeeld. De vlag is in huidige vorm sinds 1997 in gebruik. Het embleem stelt de draak voor die de Tempel van Tae Hwa verdedigt, de draak van de verdediging van het vaderland, de draak genaamd Choyong, die een zoon was van de drakenkoning, de beschermgodheid van Ulsan en drie draken die de Japanse Zee symboliseren. Op de vlag staat ook de naam "Metropoolstad Ulsan" in het Koreaans.
De vorige vlag werd in 1994 aangenomen, en bestaat uit een witte achtergrond waarop het oud provincielogo is afgebeeld. Dat was de huidige logo, maar toen was de naam "Ulsan" in het Koreaans.

Vorige vlag (1994-1997)